# Tandi (Sindhuli)
Tandi (nep. टाँडी) – gaun wikas samiti w środkowej części Nepalu  w strefie Dźanakpur w dystrykcie Sindhuli. Według nepalskiego spisu powszechnego z 2001 roku liczył on 1568 gospodarstw domowych i 8907 mieszkańców (4427 kobiet i 4480 mężczyzn).